# 扶娄
扶娄（韓語：부루 단군）是传说中的檀君的长子和由20世纪书籍桓檀古記记载的檀君朝鲜的第二代頭目（公元前2240年 - 公元前2183年）。
桓檀古記记载扶婁最为檀君太子时，曾经参与大禹治水,见于‘甲戌六十七年，帝遣太子扶婁與虞司空會于塗山，太子傳五行治水之法。勘定國界，幽營二州屬我，定淮岱諸侯置分朝以理之，使虞舜監其事。’
而此段记载与后汉书卷85中关于东夷的记载雷同，而年代和民族都有太大差别。‘武乙衰敝，東夷盛，遂分遷淮﹑岱，漸居中土。’
《三国遗事》中记载建立北扶余的解慕漱的儿子也叫扶婁，可能是传说互相混合所致。解慕漱与河伯子女的儿子就是后来的朱蒙，《三国遗事》认为扶婁与朱蒙为同父异母的兄弟。

《东事古记》对其记载为：“中国唐尧时，有檀君者，立国于今平壤，号曰朝鲜。言东方之地，受朝日光鲜也。子解夫娄，与于涂山之会。传国至商武丁时乃绝。”

## 与朝鲜族的起源关系
在古代的很长时间里，朝鲜族的起源都有檀君说和东明说两种不同的观点，而扶婁的身份在这两种不同的起源假说中有些不同的定位。
- 檀君起源说中为檀君的兒子，桓檀古記记载的檀君朝鲜的第二代君王；建立北扶余的解慕漱在桓檀古記为四十七世 檀君 古列加时期的人物，并被称为高句丽的始祖，解慕漱的继承者为慕漱離，在鸭绿江流域反汉的高豆莫汗为第五代北扶余王， 其子名为高無胥，与高句丽的大武神王(高無恤)的姓名相似，而東明王是指代高豆莫汗，非传统认识中的朱蒙。
- 东明说由三国史记和《三国遗事》说支持，认为檀君为将落在妙香山后隐居在平壤的仙人；解慕漱降落在大辽医州界，并自称是天帝之子（与檀君相似），扶婁与朱蒙为同父异母的兄弟，都为解慕漱所生，而朱蒙又为扶婁养子金蛙的养子，可见解慕漱为神人之后。

朱蒙为确切纪元的开始。